# Pugio

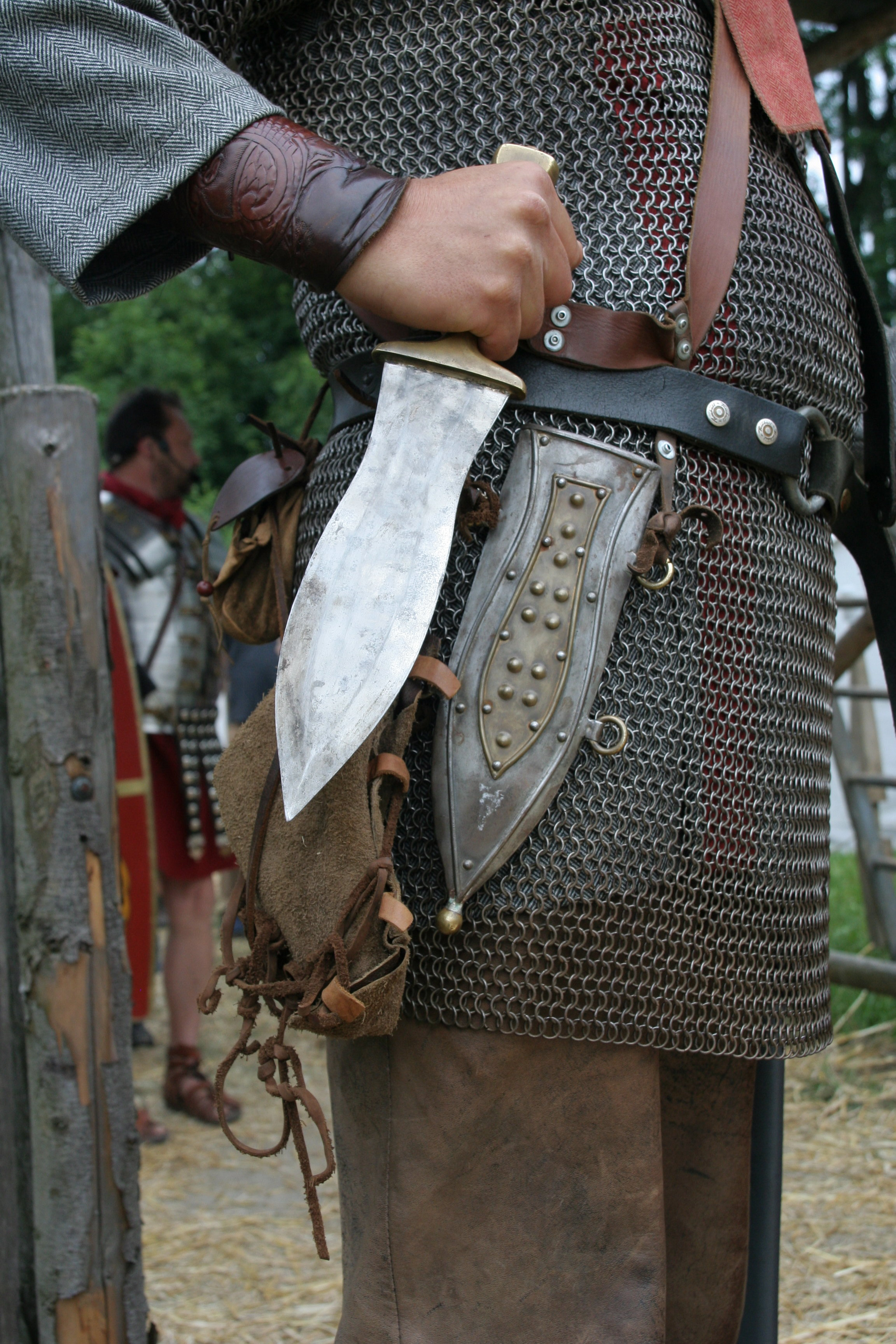
Reproduktion eines Pugio, an einem Reenactor als Legionär um 175 aus einer nördlichen Provinz

Der Pugio ist ein römischer Dolch. Er wurde von den Legionären im antiken Rom als Zweitwaffe getragen.

## Beschreibung
Der Pugio hat eine breite, zweischneidige Klinge. Die Klinge wird vom Heft zum Ort schmaler. Der Ort ist spitz gestaltet. Das Heft besteht in der Regel aus Holz oder Metall. Es gibt verschiedene Versionen, die sich in Länge, Klingenform und Ausstattung unterscheiden. Die Scheiden bestanden in der Regel aus Metall mit einer Innenscheide aus Holz. Die römischen Legionäre trugen den Pugio an der Seite am Cingulum. Die Scheidenlänge der meist 'taillierten', manchmal auch geraden Klinge betrug etwa 25 bis 30 Zentimeter. Dieser Waffentyp wurde auf der Iberischen Halbinsel von den dort lebenden Kelten entwickelt und fand seit dem 2. Jahrhundert v. Chr. von dort aus Eingang in die römische Militärausrüstung. Er war der Nachfolger des Parazoniums. Im 3. Jahrhundert kam der Pugio aus dem Gebrauch.
Bei Haltern am See ist ein kunstvoll verzierter Pugio im Grab eines Legionärs gefunden und aufwändig restauriert worden. Dieser europaweit einmalige Fund eines Pugio umfasst nicht nur die Klinge und den Griff, sondern auch alle Metallteile des Gürtels (Plättchen aus Bronze und Messing sowie zwei Haken, an die der Dolch mit Lederschlaufen eingehängt wurde), Reste des Gürtelleders, der Flachsnähte sowie der Scheide aus Lindenholz sind ebenfalls erhalten.